# 德意志古根漢美術館
柏林古根汉姆美术馆（Deutsche Guggenheim），1997年開幕營運，是古根漢基金會和德意志银行合作設立的，位于柏林林登大道的德意志銀行大樓地面層。古根汉姆的展览计划是一些经策划的展览或者特定的国际闻名艺术家的作品展览轮换，如杰弗·昆斯、詹姆斯·羅森奎斯特（James Rosenquist）、蕾切尔·怀特理德（Rachel Whiteread）等。

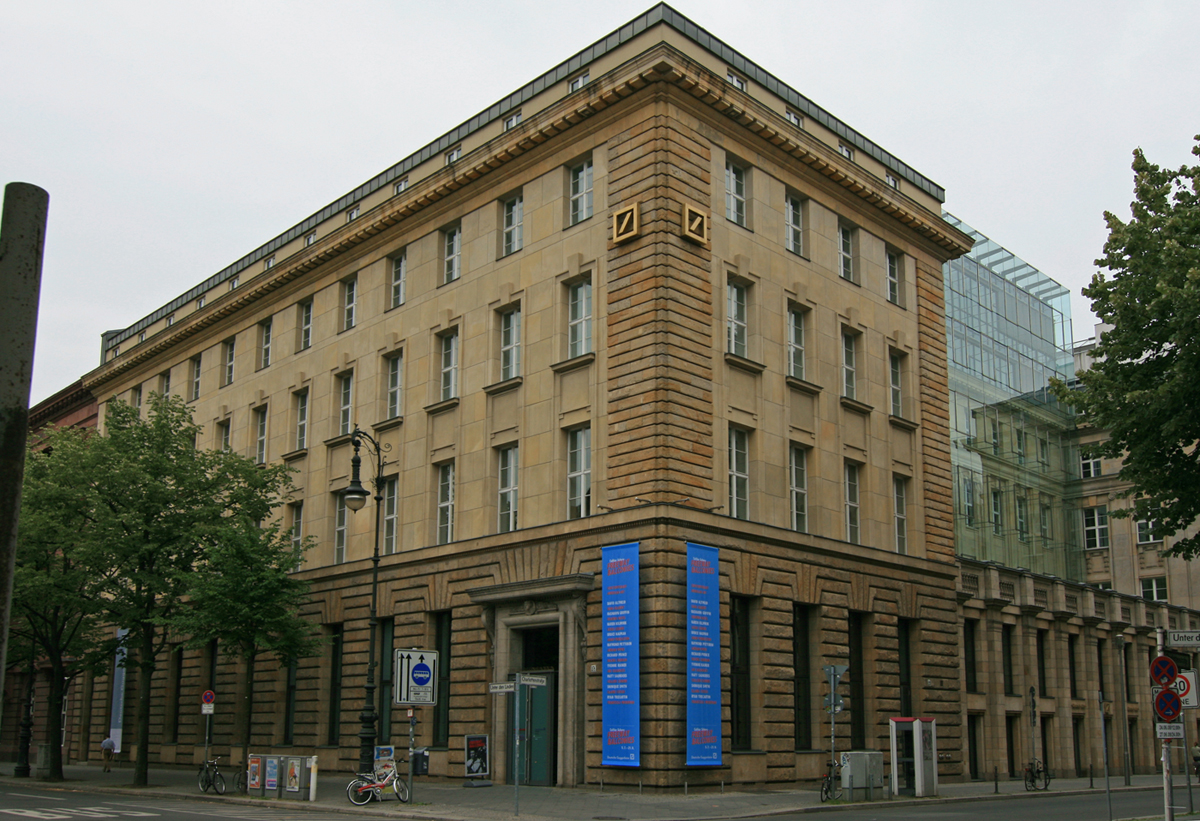
德意志古根漢美術館

## 历史
2012年11月，柏林古根漢展出最後一場展覽，同時，德意志銀行宣布與古根漢基金會結束合作關係，在未來將於原地重新創立美術館，獨自營運。。
2013年2月，在營運15年後，柏林古根漢正式畫下句點。。